# Schwarzburg-Rudolstädter Unterherrschaft
Als Unterherrschaft der Grafschaft bzw. seit 1697 des Fürstentums des Hauses Schwarzburg-Rudolstadt wurden – nach der Topografie benannt, in Abgrenzung zu der Schwarzburg-Rudolstädter Oberherrschaft – mehrere Gebietsteile in Nordthüringen bezeichnet. Diese gehörten einst zu den Besitzungen der Herren von Schwarzburg, die Graf Günther XL. der Reiche zur maximalen Größe in der Grafschaft Schwarzburg vereinte. Unter seinen vier Söhnen wurden diese 1571 im Stadtilmer Vertrag und nochmals 1574 wieder geteilt.
Dabei entstanden die Grafschaften Schwarzburg-Sondershausen unter Johann Günther I., Schwarzburg-Frankenhausen unter Wilhelm I., Schwarzburg-Arnstadt unter Günther XLI. und Schwarzburg-Rudolstadt unter Albrecht VII.

## Daten der Schwarzburg-Rudolstädter Unterherrschaft
- Fläche: 206 km²
- Städte: Frankenhausen, Schlotheim
- Landratsamt: Frankenhausen
- Exklaven: Schlotheim, Straußberg, Immenrode, Seebergen (bis 1823)

## Geographische Ausdehnung
Die Schwarzburg-Rudolstädter Unterherrschaft mit der Stadt Frankenhausen als Zentrum lag im südöstlichen Harzvorland. Es umfasste den Kyffhäuser, den Ostteil der Hainleite und den Westteil der Diamantenen Aue. Die Wipper tangierte die Herrschaft im Südwesten. Mitte des 19. Jahrhunderts gehörten zum Gebiet die zwei Exklaven Schlotheim mit Mehrstedt und Straußberg mit Immenrode, welche westlich der Unterherrschaft lagen.
Das Herrschaftsgebiet liegt heute zum größten Teil im Zentrum des Kyffhäuserkreises im Norden des Freistaats Thüringen. Nur Schlotheim und Mehrstedt gehören heute zum Unstrut-Hainich-Kreis.

## Angrenzende Verwaltungseinheiten
Die angegebenen Verwaltungseinheiten beziehen sich auf das Kerngebiet der Unterherrschaft in der Zeit vor dem Wiener Kongress im Jahr 1815.
- Norden: Amt Kelbra (gemeinsamer Besitz des Fürstentums Schwarzburg-Rudolstadt und der Grafschaft Stolberg-Roßla)
- Nordosten: Kurfürstentum Sachsen (Amt Sangerhausen)
- Osten: Grafschaft Mansfeld (Gebiet um Artern)
- Südosten: Fürstentum Sachsen-Querfurt (Amt Heldrungen) und Herzogtum Sachsen-Weimar(-Eisenach) (Exklave Oldisleben)
- Süden: Kurfürstentum Sachsen (Ämter Sachsenburg und Weißensee)
- Westen: Fürstentum Schwarzburg-Sondershausen (Unterherrschaft) und Exklave Bendeleben des kursächsischen Amts Weißensee

Ab 1815 grenzte die Schwarzburg-Rudolstädter Unterherrschaft im Norden, Osten und Süden an verschiedene Landkreise der preußischen Provinz Sachsen. Im Südosten grenzte sie an die Exklave Oldisleben des Großherzogtums Sachsen-Weimar-Eisenach und im Westen an die Schwarzburg-Sondershäuser Unterherrschaft.
Die Enklave Straußberg/Immenrode grenzte im Westen und Norden an Preußen (Gebiet um Bleicherode), im Nordosten an die Exklave Großfurra des kursächsischen Amts Weißensee (1815 zur Schwarzburg-Sondershäuser Unterherrschaft) und im Osten und Süden an die Schwarzburg-Sondershäuser Unterherrschaft.
Die Exklave Schlotheim/Mehrstedt grenzte im Nordwesten, Norden und Osten an die Schwarzburg-Sondershäuser Unterherrschaft, im Süden an das kursächsische Amt Langensalza (1815 zu Preußen), im Westen an das Amt Volkenroda (Exklave des Herzogtums Sachsen-Gotha-Altenburg).

## Zugehörige Gebiete
Das Staatsgebiet der Unterherrschaft von Schwarzburg-Rudolstadt bestand aus dem Landesteil Frankenhausen. Dazu kamen noch zwei Exklaven. Der Schwarzburg-Rudolstädter Teil bildete den Ostteil der Schwarzburger Unterherrschaft. Die Unterherrschaft von Schwarzburg-Rudolstadt beinhaltete die Amtsgerichtsbezirke Schlotheim und Frankenhausen.

### Ämter der Schwarzburg-Rudolstädter Unterherrschaft
Das ehemalige Amt Frankenhausen, dessen Anfänge in das 14. Jahrhundert zurückreichen, gelangte 1340 durch Kauf als ehemalige beichlingische Herrschaft an die Grafen von Schwarzburg. Im Amt Frankenhausen ging seit dem 18. Jahrhundert das westlich angrenzende Amt Arnsburg bzw. Seega auf, dessen Anfänge als hohnsteinisches Amt Arnsburg gleichfalls in das 14. Jahrhundert zurückreichen.
Nach der Erwerbung des östlich angrenzenden Gerichts Ichstedt durch die Fürsten von Schwarzburg-Rudolstadt 1768 wurde auch dieses vom Amt Frankenhausen verwaltet und um 1825 endgültig mit dem Amt Frankenhausen vereinigt. 1825 trat das Fürstentum Schwarzburg-Rudolstadt die Exklave Amt Seebergen an das Herzogtum Sachsen-Gotha-Altenburg ab. Seit 1838 wurden der Behörde in Frankenhausen auch die bergrichterlichen Funktionen für die Unterherrschaft übertragen. Die Behörde führte bereits seit 1836 die Bezeichnung „Justizamt“, doch setzte sich diese erst seit 1845 endgültig durch.
Die Unterherrschaft Schwarzburg-Rudolstadt bestand aus folgenden Ämtern:
- Amt Frankenhausen
- Gericht Ichstedt
- Amt Göllingen, später zum Amt Frankenhausen
- Amt Arnsburg/Seega, seit dem 18. Jh. zum Amt Frankenhausen
- Amt Straußberg
- Vogteiamt Seebergen (bis 1825)

Die Ämter Kelbra und Heringen in Nordthüringen waren zwischen 1419 und 1815 im gemeinschaftlichen Besitz der Grafen von Schwarzburg (ab 1599 Schwarzburg-Rudolstadt) und Grafen zu Stolberg (ab 1706 Stolberg-Roßla) unter Lehnsoberherrschaft der albertinischen Wettiner (späteres Kurfürstentum Sachsen).

### Territoriale Veränderungen
Mit dem Übergang der Verwaltungsbefugnisse des Amts auf das 1850 errichtete Landratsamt Frankenhausen wurden die Justizämter Frankenhausen I und II errichtet, von denen das erstere für die Stadt Frankenhausen, das zweite für die Landgemeinden des ehemaligen Amtsbereichs zuständig war. Das Landratsamt umfasste nun die Stadt Frankenhausen mit ihren Nachbarorten im Kyffhäusergebirge sowie die beiden Exklaven Schlotheim und Immenrode.
Die beiden Justizämter wurden bereits 1853 zu einem Justizamt vereinigt. Seit 1850 bestand eine Zuständigkeit des Justizamts Frankenhausen für die sachsen-weimar-eisenachische Exklave Oldisleben, die jedoch 1867 in das Justizamt Allstedt re-integriert wurde.
Seit 1879 wurde das Justizamt Frankenhausen als schwarzburgisches Amtsgericht, seit 1921 als thüringisches Amtsgericht weitergeführt und ging 1949 in dem Amtsgericht Sondershausen auf.
1918 wurde aus dem Fürstentum Schwarzburg-Rudolstadt der Freistaat Schwarzburg-Rudolstadt, der wiederum am 1. Mai 1920 im Land Thüringen aufging. Bei einer umfassenden Gebietsreform zum 1. Oktober 1922 ging das Gebiet des Landratsamts Frankenhausen im neuen Landkreis Sondershausen auf.

## Orte der Unterherrschaft Schwarzburg-Rudolstadt im Jahr 1900

### Landratsamt Frankenhausen
| - Borxleben - Esperstedt - Frankenhausen - Göllingen - Günserode | - Ichstedt - Immenrode (Exklave) - Mehrstedt (Exklave) - Ringleben - Rottleben | - Schlotheim (Exklave) - Seega - Seehausen - Steinthaleben | - Straußberg (Exklave) - Udersleben |

Zum Landratsamt Frankenhausen gehörten noch die unbewohnten gemeindefreien Waldbezirke Arensburg, Hainlehde, Kyffhäuser Forst mit Rathsfeld, Kyffhäuserdenkmal und Rotenburg, Leuckhardt'scher Filler, Schlotheim, Seega und Seehausen.